# Rudolf II van Coevorden

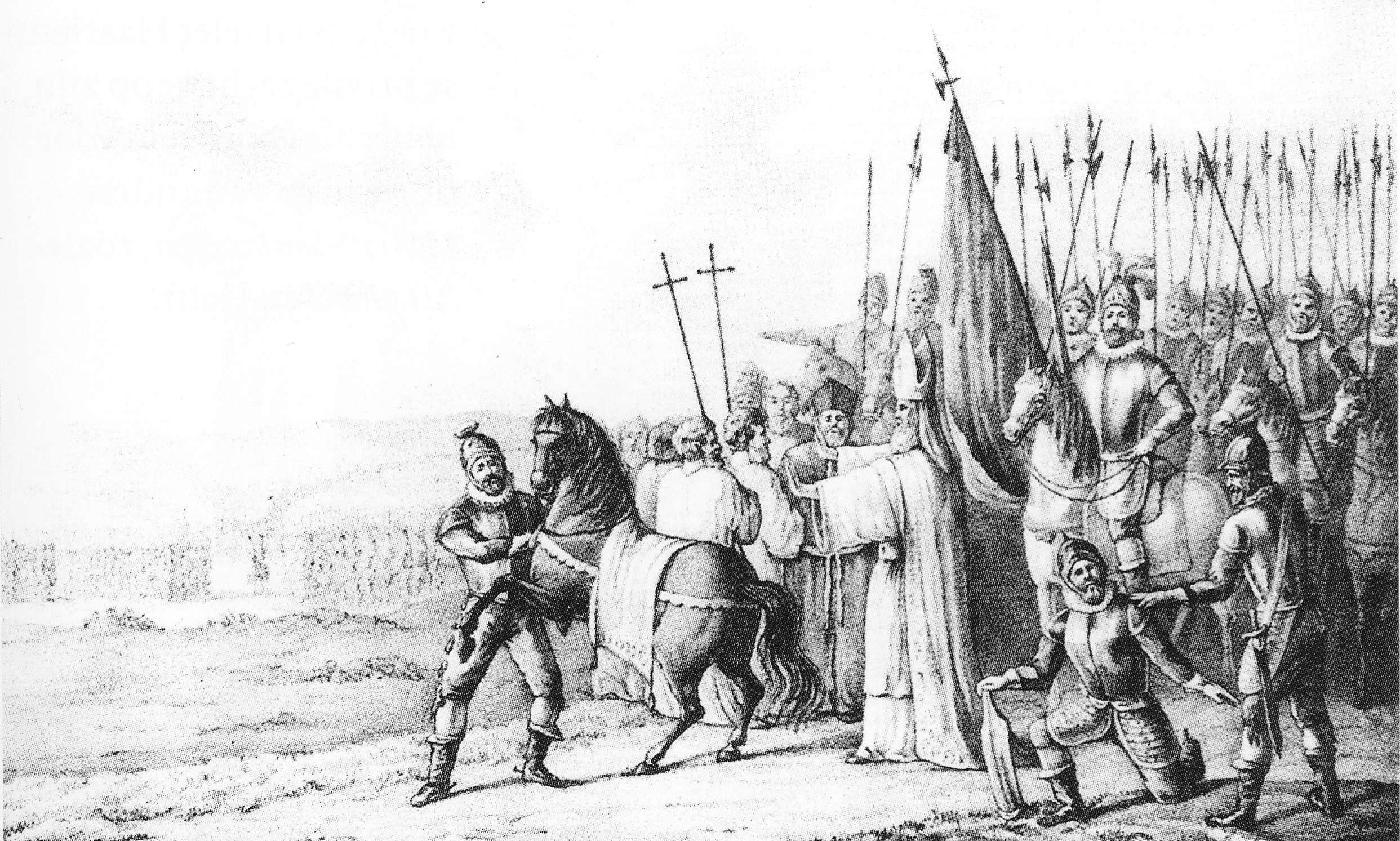
Otto II van Lippe spreekt de banvloek uit over Rudolf II van Coevorden.

Rudolf II van Coevorden (Coevorden, 1192 - Hardenberg, 25 juli 1230) was burggraaf van Coevorden en schout van Drenthe. Hij was getrouwd met Sophia en kreeg met haar drie kinderen: Bertolt van Ansen, Heino Henrikus en Cyse van Ansen.

## Slag bij Ane
Rudolf II van Coevorden was aanvoerder van de Drenten bij de Slag bij Ane en behaalde hierbij de overwinning op de bisschop van Utrecht, Otto van Lippe. De bisschop kwam bij deze slag om het leven.
Na de dood van Otto van Lippe werd Wilbrand van Oldenburg tot bisschop gewijd, en ook Wilbrand trok ten strijde tegen de opstandige Drenten, waarbij hij de hulp van de Friezen inriep. Maar ook deze slag, de Fries-Drentse oorlog, werd door de Drenten gewonnen. In een latere slag, bij Peize, werden de Drenten wel verslagen.
Na de slag bij Ane nam de macht van het Bisdom Utrecht enorm af en bleven de Stad Groningen en Drenthe lang autonoom, pas in 1588 kwamen Groningen en Drenthe bij de Republiek.

## Gemarteld en vermoord
In 1229 kreeg Rudolf Coevorden weer in handen. In 1230 werd Rudolf onder valse voorwendselen naar het kasteel van Hardenberg gelokt. Rudolf zag in dat hij op de lange duur geen stand zou houden tegen het grote bisschoppelijke leger en ging in op de uitnodiging.
Rudolf begaf zich samen met zijn vriend Hendrik van Gravesdorp (uit Veldhuizen in Bentheim) naar Hardenberg. Zijn kans om hier een vrede stichten bleek een hinderlaag, hij werd gevangengenomen en daarna dagen geradbraakt en vermoord op 25 juli 1230. Zijn lichaam werd als waarschuwing op een spies tentoongesteld aan het volk.

## Dynastie Van Coevorden
In 1288 kwam een kleinzoon van Rudolf weer aan de macht, en werd het kasteleinschap van de van Coevordens hersteld. Reinoud van Coevorden was een zoon van Eufemia, de dochter van Rudolf II, en van Hendrik van Borculo. Reinoud werd de stamvader van een reeks sterke heren van Coevorden, een dynastie die tot 1402 zou voortduren. Het machtsgebied breidde zich uit tot Borculo, Diepenheim, Lage (Duitsland) en Selwerd. Ze verwierven het muntrecht en beheersten de rechtspraak in Drenthe.
Pas tegen het einde van de 14e eeuw maakte bisschop Frederik van Utrecht een einde aan de strubbelingen door het opheffen van de erfelijkheid van het kasteleinschap van Coevorden. Frederik maakte daarbij handig gebruik van de onrust onder de bewoners van het gebied, Reinoud maakte zich niet populair met onrechtmatige belastingen en andere wandaden. In 1395 trok Frederik ten strijde tegen de heer van Drenthe, maar anders dan bij de slag bij Ane kon Reinoud niet rekenen op de steun van de boeren. Frederik werd door de notabelen van Coevorden erkend als landsheer, en zo kwam Reinoud alleen te staan in de strijd. Op 4 april 1402 deed hij afstand van al zijn rechten, en de Van Coevordens trokken zich terug op hun bezittingen in Twenthe en het graafschap Zutphen. Coevorden kreeg op 31 december 1407 stadsrechten.

## Trivia
- Rudolf II van Coevorden wordt soms ook vermeld als Rudolf van Coevorden en/of Rudolf III van Coevorden.